# Consolida pygmaea
Consolida pygmaea là một loài thực vật có hoa trong họ Mao lương. Loài này được (Poir.) Schrödinger mô tả khoa học đầu tiên năm 1913.